# Leymus villosissimus
Leymus villosissimus là một loài thực vật có hoa trong họ Hòa thảo. Loài này được (Scribn.) Tzvelev mô tả khoa học đầu tiên năm 1960.